# Intel 80486
80486 bezeichnet die vierte Generation einer x86-CPU mit 32-Bit-Architektur, die ursprünglich von Intel im April 1989 unter dem Namen i486 als Weiterentwicklung seines Vorgängers 80386 veröffentlicht wurde. Die bis zum i386 auch verwendete Bezeichnung iAPX wurde fallen gelassen. Später wurde der 486er – wie der 80486 häufig auch genannt wird – von vielen Herstellern kopiert: Der AMD Am486 war eine Kopie des i486, während Cyrix (und damit IBM, TI und ST) und UMC Eigenentwicklungen verkauften.
Hauptarchitekt war John Crawford. Bill Gates bezeichnete den 80486 als den „Prozessor für den Rest des Jahrhunderts“. Anfang 1992 wurde der Pentium als Nachfolger vorgestellt.

## Neuerungen

Intel 486DX2: Funktionsblockschaltbild

Der wichtigste Unterschied in Bezug auf seinen Vorgänger war der 32-Bit-Integer-Core, in welchem häufig verwendete Instruktionen hartkodiert waren und somit für diese Befehle auf einen Microcode verzichtet werden konnte. Dies ermöglichte es der CPU, etliche Befehle in nur einem Takt auszuführen.
Damit die CPU nicht komplett durch das Speicherinterface ausgebremst wird (Speicherzugriffe dauern selbst im besten Fall 2 bis 3 Takte), wurde die Integration eines First-Level-Caches (L1-Cache) mit 1 Takt Zugriffszeit in die CPU notwendig. Der verbesserte Kern zusammen mit dem CPU-Cache erhöhte die Transistoranzahl um den Faktor 4,3.
Hinzu kamen schnelle Burst-Modi zur Beschleunigung externer Zugriffe und einige gravierende Verbesserungen bei der internen Verarbeitung. Der 80486 erreicht im Durchschnitt mehr als die doppelte Ausführungsgeschwindigkeit eines 80386 bei gleicher Taktfrequenz, wobei eine Anpassung des Programm-Codes nicht erforderlich ist.
Im Vergleich zum Vorgänger und Begründer der retronym „Intel Architecture 32-Bit“ genannten Architektur, dem 80386, hat der 80486 sechs zusätzliche Instruktionen: BSWAP (Byte Swap) zur Konvertierung der Byte-Reihenfolge, sowie CMPXCHG (Compare and Exchange) und XADD (Exchange and Add), die Multiprocessing und Multitasking effizienter machen sollen. Die weiteren drei Befehle sind für Cache und Memory Management.
Die meisten 80486-Modelle besitzen außerdem einen integrierten mathematischen Koprozessor, der Gleitkommaberechnungen erheblich beschleunigt (Modelle ohne bzw. mit deaktiviertem Koprozessor sind an dem Suffix SX erkennbar). Da ein mathematischer Koprozessor damals noch nicht selbstverständlich war, wurde er anfangs nur von wenigen Anwendungen verwendet.
Ein 80486-Prozessor kann als 32-Bit-Prozessor einen Arbeitsspeicher von maximal 4 GiB adressieren.

## Varianten

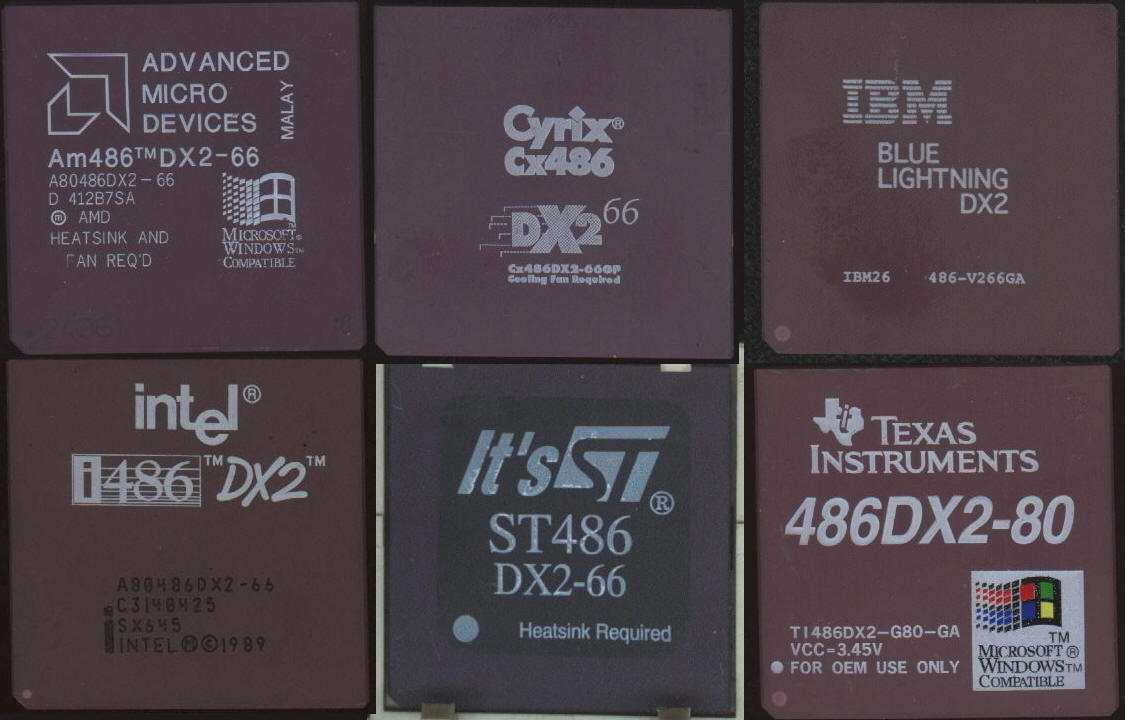
486er der großen Hersteller:
AMD Am486DX2-66, Cyrix Cx486DX2-66, IBM 486DX2-66, Intel i486DX2-66, ST 486DX2-66 und TI 486DX2-80

Der 80486-Prozessor wurde in mehreren Varianten mit unterschiedlicher Leistung angeboten. Das Einstiegsmodell war die SX-Reihe, welche im Gegensatz zur DX-Reihe über keine integrierte Gleitkommaeinheit verfügte. Beide Modellreihen gab es zudem auch als Variante mit doppeltem (SX2 bzw. DX2), den DX als DX4 auch mit dreifacher interner Taktfrequenz. Der i486DX2/66-Prozessor lief intern mit 66 MHz, der Front-Side-Bus mit 33 MHz.
Der i486DX4 hatte einen Multiplikator von 3 und erreichte mit 33 MHz Bus-Takt einen CPU-Takt von knapp 100 MHz. Er wurde auch in einer Version für 25 MHz Bus-Takt und 75 MHz CPU-Takt angeboten. Der i486DX4 konnte nur auf besonders dafür geeigneten Mainboards oder mit einem Zwischensockel verwendet werden, da die CPU-Spannung anstatt der bis dahin üblichen 5 Volt nur noch 3,3 Volt betrug.
Der i486DX50 war einer der wenigen Prozessoren für einen 50-MHz-Bus. Für bestimmte Anforderungen, z. B. bei hohen Datentransferraten, war diese Variante einem i486DX4 überlegen, obwohl die CPU selbst ebenfalls nur mit 50 MHz lief.

## Modelle
Intel selbst bot die Prozessoren unter dem Namen Intel i486 mit diversen angehängten Buchstabenfolgen an. Der AMD Am486 war weitestgehend eine Kopie des Intel i486 und mit diesem vollständig kompatibel.
Der Cyrix Cx486 war eine Eigenentwicklung, die mit dem Intel i486 weitgehend kompatibel war. Dieser Prozessor wurde auch von IBM, SGS-Thomson und Texas Instruments in Lizenz gefertigt.
Die UMC Green CPU wurde von United Microelectronics Corporation entwickelt, gefertigt und verkauft. Er war mit dem von Intel kompatibel, aber weitgehend unbekannt.